# لويزا هنزل
لويزا هنزل (بالألمانية: Luise Hensel)‏ (و. 1798 – 1876 م) هي شاعرة، وكاتِبة من مملكة بروسيا، توفيت في بادربورن، عن عمر يناهز 78 عاماً.

## روابط خارجية
- لويز هانسل على موقع ميوزك برينز (الإنجليزية)
- لويز هانسل على موقع ديسكوغز (الإنجليزية)